# Olli Muotka
Olli Juhani Muotka, né le 14 juillet 1988 à Rovaniemi, est un sauteur à ski finlandais actif depuis 2005. Son principal succès en carrière est sa médaille de bronze obtenue sur l'épreuve par équipes des Championnats du monde de vol à ski 2010.

## Biographie
Membre du club Lahden Hiihtoseura, il fait son apparition au niveau international en 2005 dans la Coupe FIS. En parallèle, il prend part à quelques compétitions internationales de combiné nordique telles que les Championnats du monde junior 2006 et 2007 et la Coupe du monde B.
Aux Championnats du monde junior 2007 à Tarvisio, il se classe huitième en individuel et remporte la médaille de bronze à la compétition par équipes. En 2007-2008, il fait ses débuts dans la Coupe continentale et remporte sa première épreuve dans la Coupe FIS à Kuopio. En janvier 2010, il est promu dans la Coupe du monde à Sapporo (14e). Deux mois plus tard, il prend part aux Championnats du monde de vol à ski à Planica, pour y gagner la médaille de bronze par équipes, avec Janne Happonen, Matti Hautamäki et Harri Olli, pour son unique podium dans l'élite du saut. Il n'y participe pas à l'épreuve individuelle.
En décembre 2010, il remporte sa première manche de Coupe continentale à Engelberg. Plus tard, il honore une sélection aux Championnats du monde à Oslo, où il est notamment 18e au petit tremplin. Quelques semaines plus tard, il devient double champion individuel de Finlande.
Lors du Grand Prix d'été 2013, il signe parmi les meilleurs résultats de sa carrière avec une cinquième et sixième place à Almaty.
En 2014, marquant quelques points dans la Coupe du monde, il parvient à se qualifier pour les Jeux olympiques de Sotchi, pour se classer 39e et 33e en individuel et huitième par équipes.
Il prend sa retraite sportive au cours de la saison 2016-2017, après deux ans environ sans résultat significatif en Coupe du monde.

## Palmarès

### Jeux olympiques d'hiver
| Épreuve / Édition | Sotchi 2014 |
| Petit tremplin    | 39e         |
| Grand tremplin    | 33e         |
| Par équipes       | 8e          |

### Championnats du monde
| Épreuve / Édition | Épreuve / Édition | Oslo 2011 |
| Petit tremplin    | Petit tremplin    | 18e       |
| Grand tremplin    | Grand tremplin    | 38e       |
| Par équipes       | Petit tremplin    | 8e        |
| Par équipes       | Grand tremplin    | 7e        |

### Championnats du monde de vol à ski
| Épreuve / Édition | Planica 2010 | Vikersund 2012 |
| Individuel        | —            | 30e            |
| Par équipes       | Bronze       | 8e             |

### Coupe du monde
- Meilleur classement général : 43e en 2011.
- Meilleur résultat individuel : 14e.

#### Classements en Coupe du monde
| Année     | Classement général final |
| 2009-2010 | 55e                      |
| 2010-2011 | 43e                      |
| 2011-2012 | 59e                      |
| 2012-2013 | 58e                      |
| 2013-2014 | 63e                      |

### Championnats du monde junior
| Épreuve / Édition | Tarvisio 2007 | Zakopane 2008 |
| Individuel        | 8e            | 55e           |
| Par équipes       | Bronze        | —             |

### Coupe continentale
- 3 podiums, dont 1 victoire.